# Villa Ferretti Angeli
Villa Ferretti, Angeli, Nani Mocenigo è una villa veneta, progettata dall'architetto Vincenzo Scamozzi, situata a Dolo, in località Sambruson, lungo la Riviera del Brenta, in provincia di Venezia.

## Storia

### Committenti
La costruzione della villa fu voluta dal ramo veneziano dei nobili Ferretti di Vicenza alla fine del Cinquecento. L'incarico venne commissionato all'architetto rinascimentale vicentino Vincenzo Scamozzi, autore del progetto stesso.
Dopo essere stata di proprietà delle famiglie Rigoni ed Angeli, nel XIX secolo la villa venne ceduta alla famiglia Mocenigo, nobile famiglia veneziana che già all'epoca possedeva diverse ville venete, tra cui Villa Mocenigo a Oriago di Mira (Venezia) e Villa Bertetti in Nani Mocenigo a Canda (Rovigo). Alcuni esponenti di questa famiglia trovano ancora sepoltura nella cappella privata.

### Vicende storiche
Fino al 1500, la maggior parte del territorio veneto (Dal Polesine fino a tutto l'entroterra veneziano e padovano) era una zona paludosa. I nobili Ferretti avevano acquisito, già nel 1315, dai Benedettini veneziani di San Gregorio, 835 campi a Sambruson del Dolo.
Dopo la guerra della Lega di Cambrai, nel 1518, in tali territori venne avviata dal patriziato veneziano un'operazione di messa a coltura dei terreni, che comportò anche un'azione di bonifica, come effetto della ritrovata stabilità economico-politica della Repubblica di Venezia.
Tale ripresa si manifestò anche in ambito culturale e, in particolar modo, architettonico: è in questo periodo che iniziarono a svilupparsi nuovi insediamenti nelle campagne e vennero costruiti, nella maggior parte dei casi lungo le sponde dei fiumi, palazzi e ville; tra queste Villa Ferretti Angeli.
Nel corso del Settecento la villa acquistò notevole risonanza nel panorama europeo, come le altre residenze patrizie realizzate lungo il fiume Brenta, oggetto di volumi di incisioni che illustravano l'assetto dei luoghi, divenendo meta di visite da parte di importanti letterati e uomini di cultura, tra i quali il poeta tedesco Goethe.
Nel Primo Novecento e durante la seconda guerra mondiale, la villa venne requisita dagli Alleati e in seguito utilizzata come luogo di riparo da diverse famiglie senza dimora.
Nel 1961 la villa venne acquistata dalla Sidecison del gruppo Montedison, con l'intenzione di trasformarla in una sede di rappresentanza, ristrutturandola e riportandola all'aspetto originario.

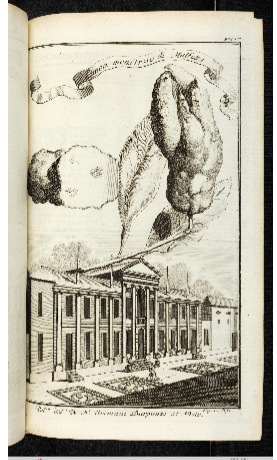
Villa Ferretti, incisione di Johann Christoph Volckamer

È stata sede di un liceo fino al 1990. Attualmente è di proprietà della provincia di Venezia ed ospita la Direzione provinciale di EnAIP Veneto, ente di formazione professionale.

## Descrizione

### Progetto
Nell'Idea dell'Architettura Universale dello Scamozzi non compare direttamente il progetto della villa: è presente però nel compendio dei disegni autografi edito da Du Rey a Leida nel 1713. Da tale opera si deduce che l’architetto ha consegnato le tavole del progetto ai Signori Ferretti il 12 agosto 1596, per poi lasciare la città veneziana nel 1599 per il Nord Europa; non è chiaro se l'architetto abbia seguito o no i lavori.

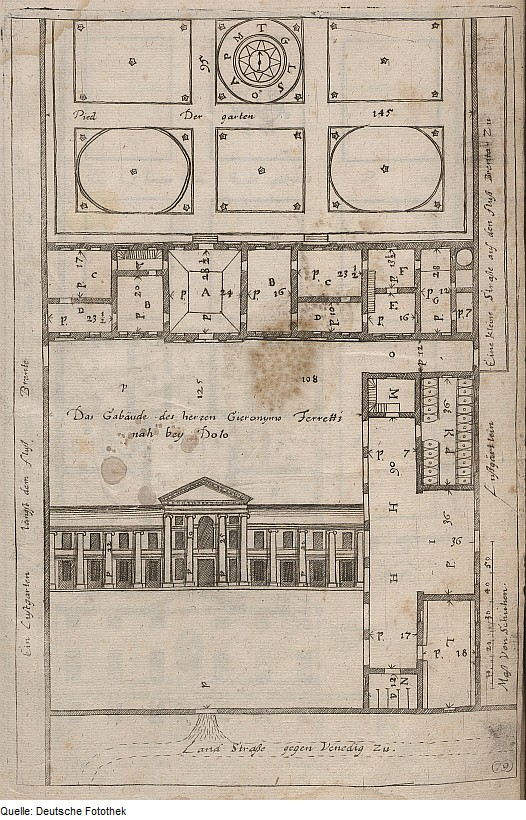
Pianta del progetto originale di Vincenzo Scamozzi

I lavori per la realizzazione della villa terminano nel 1600, come riportato nell’iscrizione sotto il timpano della facciata che apre alla corte, insieme al nome del committente: 
Grazie alla tavola, completa di firma dello Scamozzi, nella quale sono riportate anche descrizioni dettagliate dei percorsi e degli ambienti esterni, ancora oggi è possibile confrontare l'idea progettuale originale con la sua realizzazione.
Si nota subito l’impostazione architettonica tipica della maggior parte delle ville venete: il corpo centrale, affiancato da due ali laterali disposte simmetricamente (come si può osservare, ad esempio, in Villa Barbaro a Maser (TV)) si sviluppa in profondità parallelo alla strada; ad esso si collegano ad est, distante 12 piedi, una barchessa porticata che immette nell'orto retrostante e, attraverso una piccola strada, al sentiero lungo il fiume, ad ovest un brolo per la coltivazione di alberi da frutto, a sud un cortile di accesso e a nord un giardino all'italiana diviso in spazi quadrangolari.
Tale progetto risulta alterato, nello stato di fatto, dalla sostituzione, ad ovest, del brolo con un edificio porticato, collegato alla villa attraverso un passaggio coperto e, ad est, della barchessa con una casa colonica, la quale blocca l'accesso al sentiero lungo il Brenta, anch'esso inserito nel progetto originario.
I restanti edifici del complesso, che, con la villa, occupano un totale di 2.120 metri quadrati di superficie, comprendono anche una cappella privata, non presente nel progetto ma realizzata contestualmente alla villa, della quale riprende le paraste in facciata, le cornici semplificate di porte e finestre e il timpano triangolare.
I cancelli lungo la strada, fiancheggiati da pilastri in laterizio con, al di sopra, urne in marmo, risalgono invece ai primi anni del Seicento.
Il parco, originariamente disposto secondo i canoni del giardino all'italiana, oggi risente delle modifiche settecentesche, di gusto prevalentemente romantico.

### Esterno
Nel progetto originale il prospetto meridionale risulta scandito da una successione di paraste di ordine gigante con capitello ionico, aggettanti in corrispondenza dell'atrio di ingresso rispetto alla linea del cornicione, sormontate da un timpano triangolare. Di particolare importanza risulta essere l'dea di continuità trasmessa dal muro e rafforzata dalla presenza del bugnato gentile al piano terra, dalle cornici marcapiano e marcadavanzale e dal cornicione, incurvato in un arco a tutto sesto in corrispondenza dell'apertura centrale del piano nobile.
Attualmente Villa Ferretti presenta due facciate gemelle, molto simili a quelle previste da Vincenzo Scamozzi. La facciata meridionale presenta uno stemma sostenuto da putti all'interno del timpano e una balaustra in marmo in corrispondenza dell'apertura centrale; il prospetto settentrionale, verso il fiume è stato completato in seguito con quattro pinnacoli piramidali in corrispondenza dei camini.
Le finestre sono molto ampie e sono poste in corrispondenza tra i due prospetti, offrendo quindi la vista sull'ambiente circostante da ogni prospettiva.

### Interno
La disposizione effettiva degli ambienti interni risulta molto diversa da quella del progetto di Vincenzo Scamozzi: ai lati dell'atrio rettangolare voltato vi sono stanze profonde quanto il corpo centrale, mentre a sud sono inseriti ambienti meno profondi con affaccio sulla corte, suddivisi in maniera più o meno simmetrica. La zona a "T" porticata in corrispondenza della barchessa, fiancheggiata da stanze di servizio rettangolari, non è mai stata realizzata.
Degni di nota sono un ampio salone, posto nella parte centrale del piano nobile, e degli affreschi moderni di Giuseppe Spolaor.
Nel corso del XX secolo la distribuzione interna della villa è stata alterata a seguito dell'occupazione da parte di profughi di guerra e famiglie senzatetto.

## Influenza culturale

### Influenze artistiche e letterarie

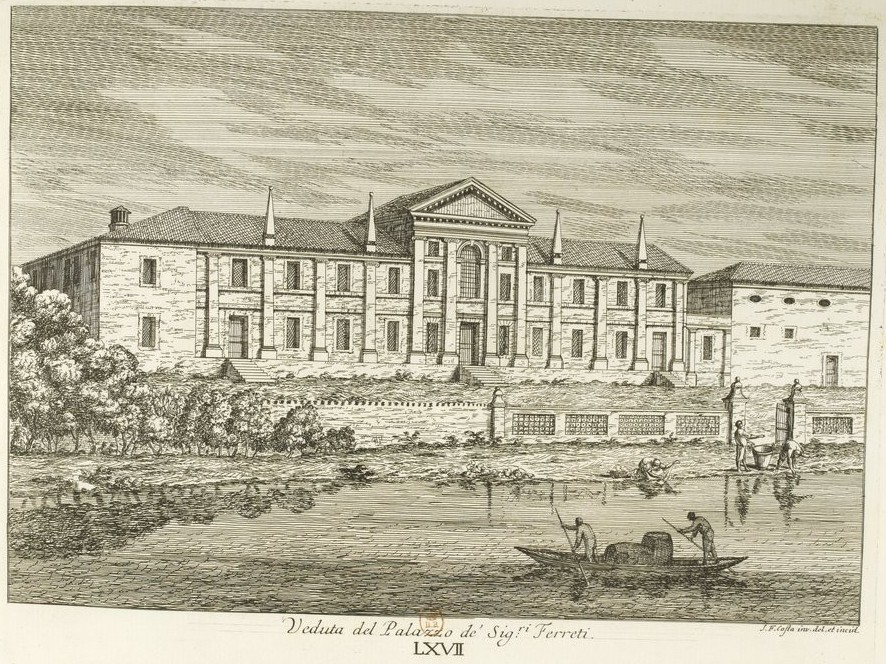
Villa Ferretti, incisione di Giovanni Francesco Costa

Nel panorama artistico-letterario italiano, tanti sono stati gli autori che hanno celebrato la bellezza dell'arte veneta: da Canaletto a Francesco Guardi e soprattutto Gianfrancesco Costa, il quale, grazie alle sue incisioni, ha contribuito a rendere testimonianza del grande fascino delle ville e dei palazzi veneti.
A tal proposito, Johann Wolfgang von Goethe, poeta classicista di inizio dell'Ottocento e autore del celebre Faust, il quale, nel suo diario di bordo Die Italienische Reise, racconta del suo viaggio in Italia e in particolare, tra il 26 settembre e il 15 ottobre 1786, del viaggio da Padova a Venezia lungo tutta la riviera del Brenta, citando le maestose ville lungo le sue sponde.

### Influenze contemporanee

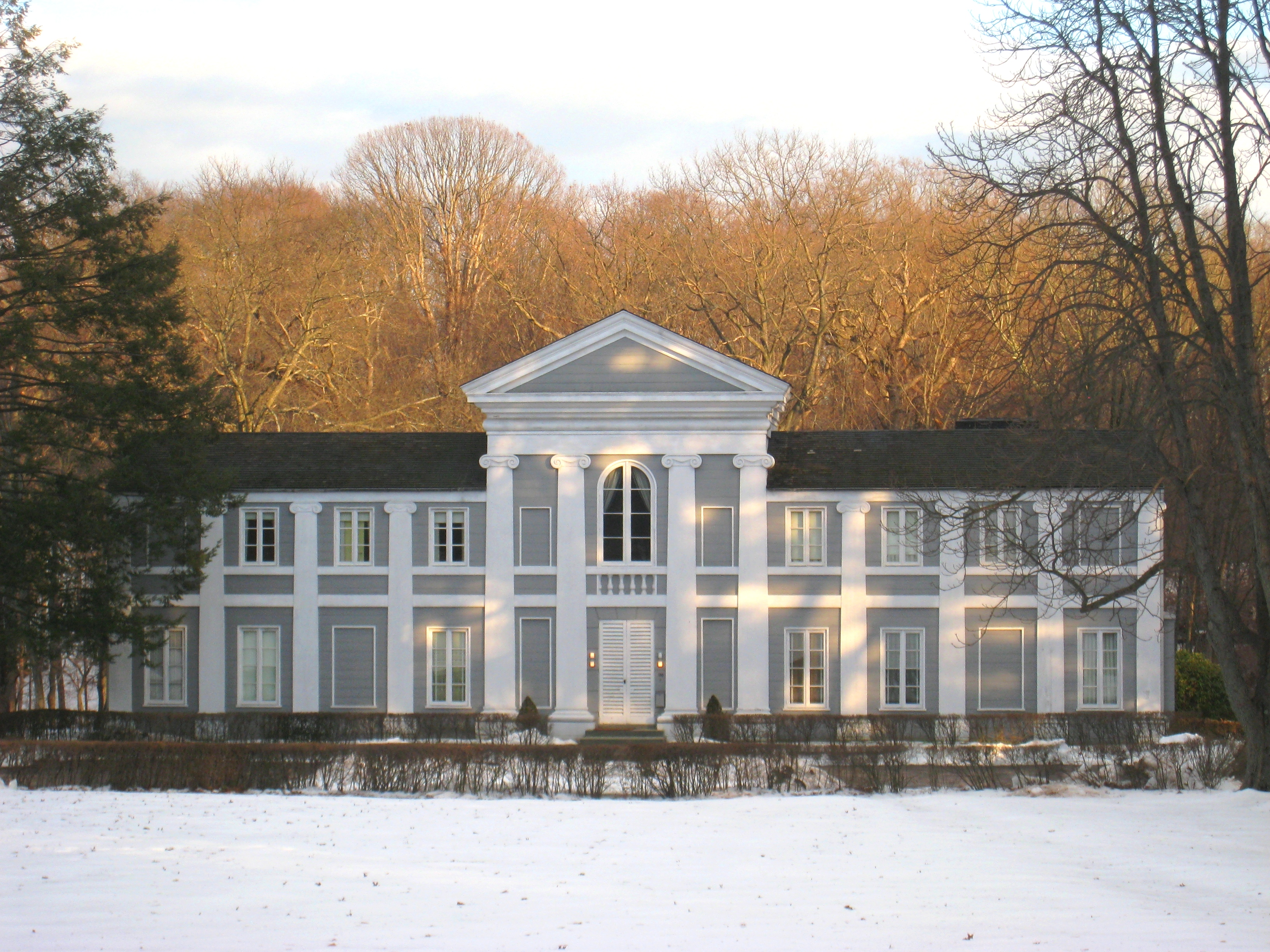
Facciata anteriore della residenza Everett Austin House in Connecticut, Stati Uniti.

Villa Ferretti a Dolo ha ispirato la costruzione di Everett Austin House, un edificio in stile Neo-Classical Revival, commissionato nel 1930 dall'allora direttore del Wadsworth Atheneum, A. Everett Austin Jr., e costruito dall'architetto Leigh H. French Jr.
L'edificio si trova nella zona residenziale di Scarborough Street a Hartford, Connecticut, presenta una pianta rettangolare ed è sviluppato su due livelli.
La facciata dell'edificio è composta su modello di Villa Ferretti, visitata dal committente durante il suo viaggio di nozze in Europa nel 1929: di quest'ultima riprende la terminazione a timpano, sorretto da paraste ioniche, del corpo centrale, anche in questo caso sporgente rispetto alla struttura, la successione di paraste ioniche intervallate da finestre rettangolari e l'apertura centrale con arco a tutto sesto del secondo livello.
All'interno sono presenti pannelli, sculture e elementi architettonici del XVIII secolo, acquistati dallo stesso committente a Venezia e arredi ispirati sia all'Art Deco che al Bauhaus.
Dal 1985 è proprietà del Wadsworth Atheneum e viene usata come sede di mostre d'arte.